# 強幹弱枝
強榦弱枝，成語，出自《史記·漢興以來諸侯王年表序》。釋義為加強樹幹，削弱枝葉。形容历代中國朝代及政权为削減地方政府及割据勢力，通過加強中央政府權力，達致中央集权。

## 解釋

### 釋義
加強樹幹，削弱枝葉。比喻削減地方勢力，加強中央集權。

### 出處
《史記·漢興以來諸侯王年表序》:『而漢郡八九十，形錯諸侯間，犬牙相臨，秉其厄塞地利，強本幹弱枝葉之勢，尊卑明而萬事各得其所矣。』

### 示例
幕府惟強榦弱枝之義，且不登叛人之黨，故復援旌擐甲，席卷起征。（明·羅貫中《三國演義》第二十二回）

### 典故
「強榦弱枝」的榦指樹木的主幹，枝指樹木的末枝。中國古代常用「干支」來譬喻事物，如天干地支之「干支」即由幹枝而來。宋初之強幹弱枝，則以幹指中央尤其是皇帝，以枝形容地方，意即加強中央實權、削弱地方勢力。
在結束五代十國分裂局勢的過程中，宋太祖經常冥思苦想如何防止自唐朝二百年的藩鎮割據局勢的再現，如何使宋朝能長治久安，而不致成為五代以後的第六個短命朝代，於是在北宋建國之初便大力實施「強幹弱枝」政策。宋開國之前，遼太祖耶律阿保機亦立斡魯朵法，裂州縣割戶丁，以為強幹弱枝。

## 政策
(一) 消除藩鎮割據：為扭轉自安史之乱地方擁兵自重、尾大不掉之勢，宋太祖大力加強中央的權勢，削弱地方的力量。如在州以上置路，各路均設「帥、漕、憲、倉」四官分掌地方之軍民、財政、刑法、糧食，直接向中央負責。
(二) 防止兵變重演：五代十國時，武人專政篡弑、兵將嘩變擁立之事迭生，後周太祖郭威如此，宋太祖本人亦藉「陳橋兵變，黃袍加身」而得國。為防止此類事件重演，遂實行重文輕武政策，提倡文人典軍，嚴禁武人干政。他又借杯酒言歡之機，曉喻諸將告老辭職，史稱「杯酒釋兵權」。
(三) 增加中央收入：唐朝中葉以後，地方擅行收稅自肥，造成中央國庫空虛。為改變這種反常狀態，太祖便將財權統制於中央，在全國十五路設轉運使，直接向中央負責。
(四) 維持王朝久安：宋太祖的「強榦」不僅在加強中央政權，尤其在加強皇權，其總目的是使趙宋天下長治久安、宋朝國祚連綿不絕。為此，他大力削弱宰相(中書令)實權，在其下添設參知政事，以分其權。另又以樞密使分取中書令的軍政權，以三司使分取中書令的財政權。
太祖的「強榦弱枝」、「重文輕武」政策，雖然成功地削弱了地方權力，但卻造成两宋的长期军事積弱，对抗外敵時常用歲幣換取和平对峙。終兩宋之世，這種局面一直沒有大改變。但与唐朝相比，宋朝中央政府有效控制其统治的疆域，宋朝亦有效鎮壓民變。此外，雖然宋太祖削弱相权，两宋卻屢出权相。